# スタイルズ荘の怪事件
『スタイルズ荘の怪事件』（スタイルズそうのかいじけん、原題：The Mysterious Affair at Styles）は、1920年に発表されたアガサ・クリスティの長編推理小説である。著者の商業デビュー作であり、エルキュール・ポアロシリーズの長編第1作かつ初登場作品にあたる。
発表は1920年であるが、執筆は1916年であり、またアメリカでの刊行年である。イギリス本国での出版は翌1921年である。日本語初訳は『スタイルズの怪事件』（日本公論社刊 東福寺武訳 1937年）。

## 概要
クリスティは1916年に本作を書き上げ、複数の出版社へ原稿を送ったが採用されなかった。彼女自身、応募の事実を忘れた頃にボドリー・ヘッド社のジョン・レーンに見出され、最後の章を書き直して1920年に出版された。当初は、新人作家としてはまずまずの2千部程度売れただけであったが、その後着実に評価を挙げてミステリの古典として認められるようになった。
本作は薬剤師の助手時代の経験が生かされており、後にクリスティは読者の感想の中で最も嬉しいと感じたのは調剤学の専門誌から薬物に関する知識を褒められたことだったと述べている。
本作は、ベルギー人探偵エルキュール・ポアロの初登場作品であり、同シリーズのレギュラーであるアーサー・ヘイスティングズやジャップ主任警部も初登場している。ヘイスティングズがポアロの活躍を記述したという作品形式は、シャーロック・ホームズシリーズに見られる当時の主流であった推理小説の形式である。
なお、本作の舞台であるスタイルズ荘は、同シリーズの完結作である『カーテン』の舞台としても使われている。

## あらすじ
田舎にあるスタイルズ荘の年老いた資産家エミリー・イングルソープがストリキニーネで毒殺されて発見される。第一次世界大戦で戦ったアーサー・ヘイスティングズは、負傷して帰国してこのスタイルズ荘に滞在しており、再会した友人のエルキュール・ポアロに助けを求める。スタイルズ荘には、最近エミリーと結婚した年下の夫アルフレッド・イングルソープ、前夫の連れ子ジョンとロレンス、ジョンの妻メアリー、彼ら家族の亡くなった友人の娘シンシア、エミリーのコンパニオンだったエヴリン・ハワードなどがいる。
ポアロは、エミリーの前夫の遺言により、彼女の死後はジョンがスタイルズ荘を相続することを知る。しかし、彼女の現金資産は毎年更新される彼女の遺言に従って分配されるのであった。存在する最新の遺言ではアルフレッドが相続することになっていた。事件当日、エミリーはジョンかアルフレッドと思しき人物と口論するのを聞かれていた。その直後に彼女は新しい遺書を作成したらしいが、誰もその証拠を見つけることができない。アルフレッドは事件の日の夜の早めに屋敷を出て、村に一泊した。一方、エミリーは夕食をほとんど食べず、書類ケースを持って早々に自室に引きこもった。彼女の遺体が発見された時、ケースは無理やり開けられた状態だった。毒はいつ、どのように盛られたのか、誰も説明できない。
捜査担当のジャップ警部は、妻の死から最も大きな利益を得るアルフレッドを第一容疑者と考える。ポアロは、アルフレッドの行動が疑わしいと指摘する。アルフレッドは当夜の行動を明かすのを拒み、村でストリキニーネを購入したのは自分ではないと答える。ジャップはアルフレッドを逮捕しようとするが、ポアロはアルフレッドが毒を購入したはずがないこと、購入時の署名が彼の筆跡でないことを証明し、アルフレッドの逮捕を思いとどまらせる。すると次の容疑者は、エミリーの死で利益を得てアリバイがないジョンである。ジャップはすぐにジョンを逮捕する。毒薬購入時の署名はジョンの筆跡であり、毒薬の入った小瓶が彼の部屋で見つかり、アルフレッドと似た付け髭と鼻眼鏡が屋敷で発見されたのである。
しかしポアロがジョンの容疑を晴らす。ポアロは、真犯人がアルフレッド・イングルソープであり、彼のいとこエヴリン・ハワードが手伝っていたことを明らかにする。二人は敵対するふりをしながら実は恋愛関係にあった。二人はエミリーの常備薬である睡眠薬に臭化物を加え、最終的に致死量にした。二人は、アルフレッドが逮捕されるような偽の証拠を残し、裁判になってから無罪を証明するつもりでいた。イギリスの法律では、一度無罪になると同じ犯罪で二度と裁かれることはないからである。エヴリンはジョンの筆跡を偽造していた。
ポアロは、ジャップがアルフレッドを逮捕するのを阻止したのは、アルフレッドが逮捕されたがっていることに気づいたからであると説明する。ヘイスティングズの偶然の発言により、ポアロはエミリーの部屋でアルフレッドのエミリーに対する殺意を記した手紙を発見する。殺人のあった日の午後、エミリーが苦悩していたのは、切手を探していた時にアルフレッドの机の中からこの手紙を見つけたからだった。エミリーはその手紙を自分の書類ケースにしまい、それに気づいたアルフレッドは彼女の死後に書類ケースをこじ開けて手紙を取り戻し、見つからないように部屋の別の場所に隠していたのだった。

## 登場人物
- アーサー・ヘイスティングズ - 物語の語り手。
- エルキュール・ポアロ - 私立探偵。
- ジェームズ・ジャップ - スコットランドヤードの警部。
- エミリー・イングルソープ - スタイルズ荘の女主人。
- アルフレッド・イングルソープ - エミリーの夫。妻との仲は良好。
- ジョン・カヴェンディッシュ - エミリーの義理の息子。ヘイスティングズの旧友。
- メアリー・カヴェンディッシュ - ジョンの妻。夫とミセス・レイクスの関係を疑っている。
- ロレンス・カヴェンディッシュ - ジョンの弟。優れた医師。
- エヴリン・ハワード - エミリーの友人。彼女のハウス・コンパニオンを務めており、家族同然の扱いを受けている。
- シンシア・マードック - エミリーの旧友の娘で、スタイルズ荘に住まわせてもらっている。薬剤師。
- バウアスタイン - 毒理学者。
- ドーカス - メイド頭。
- アーニー - メイド。
- マニング - 庭師。
- ベイリー - 使用人。
- ウィルキンズ - エミリーの主治医。毒物の研究家。
- アルバート・メース - 薬局の店員。
- ミセス・レイクス - 近所の農場の未亡人。メアリーからはジョンと不倫していると疑われている。

## 作品の評価
タイムズ・リテラリー・サプルメント紙（1921年2月3日号）は、短いながらもこの本に熱狂的な批評を与え、「この物語にある唯一の欠点は、ほとんど独創的すぎるということだ」と述べている。続けて、プロットの基本的な設定を説明し、こう結んでいる。「この作品は作者の処女作であると言われており、読者が犯人を見破れないような探偵小説を書けるかどうかという賭けの作品である。読者は皆、彼女がその賭けに勝ったことを認めざるを得ないだろう。」
ニューヨーク・タイムズ・ブックレビュー（1920年12月26日付）も肯定的評価であった。
本書はアガサ・クリスティーの処女作であるが、ベテランによる狡猾さが感じられる...。 ポアロ氏が複雑な企みを解き明かし、その罪をあるべきところに着せることを可能にした証拠の連鎖の最後のリンクは、この本の最後の1つ前の章まで待たなければならないのである。スタイルズ荘で起こった謎の事件についてポアロが語り尽くすまで、あなたは真相を求めて考え続け、本を置くことができないだろう。
1971年の日本全国のクリスティ・ファン80余名の投票による作者ベストテンで、本書は10位に挙げられている。

## 日本語訳版
- 日本語訳題は『スタイルズ荘の怪事件』のほかに、『スタイルズの怪事件』や『スタイルズ荘の怪死事件』など、微妙に異なるタイトルも存在する。
- 1952年10月『別冊宝石』23号「世界探偵小説全集1 アガサ・クリスティ篇」 に「ABC殺人事件」（伴大矩=訳）、本作「スタイルズ事件」（宇野利泰、桂英二=訳）、「そして誰もいなくなった」（清水俊二=訳）を収録。他に江戸川乱歩の序文「アガサ・クリスティ」、表紙・目次は水田力。

| 出版年月   | タイトル                | 出版社             | 文庫名                                   | 訳者       | 巻末                                                                                   | ページ数 | ISBNコード        | カバーデザイン               | 備考               |
| ---------- | ----------------------- | ------------------ | ---------------------------------------- | ---------- | -------------------------------------------------------------------------------------- | -------- | ----------------- | ---------------------------- | ------------------ |
| 1937年     | スタイルズの怪事件      | 日本公論社         |                                          | 東福寺武   | 解説 アガサ・クリステイについて 東福寺武                                               | 350      |                   | 裝幀 吉永哲男                |                    |
| 1955年12月 | スタイルズ荘の怪事件    | 大日本雄辨會講談社 | クリスチー探偵小説集:ポワロ探偵シリーズ2 | 松本恵子   |                                                                                        | 224      |                   |                              |                    |
| 1957年     | スタイルズ荘の怪事件    | 早川書房           | 世界探偵小説全集 364                     | 田村隆一   | 解説 都筑道夫 輝かしき処女作                                                           | 216      |                   | 勝呂忠                       |                    |
| 1959年     | スタイルズ荘の怪事件    | 新潮社             | 新潮文庫 赤135G                          | 能島武文   | 訳者あとがき                                                                           | 321      |                   |                              |                    |
| 1961年     | スタイルズの怪事件      | 東京創元社         | 世界名作推理小説大系 別巻4               | 松原正     | 中島河太郎                                                                             |          |                   |                              | [ 注（一般書） 2 ] |
| 1963年     | スタイルズの怪事件      | 東京創元社         | 創元推理文庫                             | 松原正     | 訳者あとがき                                                                           | 287      |                   |                              |                    |
| 1971年     | スタイルズ荘の怪事件    | 角川書店           | 角川文庫 赤502-9                         | 能島武文   |                                                                                        | 342      |                   | 上原徹                       | [ 注（一般書） 3 ] |
| 1975年     | スタイルズ荘の怪事件    | 新潮社             | 新潮文庫 赤135G、ク-3-6                  | 能島武文   | 訳者あとがき                                                                           | 321      | 4102135073        | 鈴木邦治、野中昇             | 改版               |
| 1975年     | スタイルズ荘の怪事件    | 講談社             | 講談社文庫                               | 久万嘉寿恵 |                                                                                        | 260      |                   |                              |                    |
| 1976年     | スタイルズの怪事件      | 東京創元社         | 創元推理文庫                             | 田中西二郎 |                                                                                        | 316      |                   |                              |                    |
| 1982年     | スタイルズ荘の怪事件    | 早川書房           | ハヤカワ・ミステリ文庫 HM1-67            | 田村隆一   | 解説 田村隆一 この緑と青の薬壜の中に                                                   | 296      | 4-15-070067-2     | 真鍋博                       |                    |
| 1987年5月  | エルキュル・ポアロ      | 講談社             |                                          | 久万嘉寿恵 | 解説:「ポアロとクリスティーの横顔」数藤康雄 「アガサ・クリスティー著作リスト」各務三郎 | 493      | 4-06-203404-2     |                              |                    |
| 1995年     | スタイルズ荘の怪事件    | 新潮社             | 新潮文庫 ク-3-18                         | 真野明裕   | 解説 各務三郎                                                                          | 312      | 4102135197        | 鈴木邦治、野中昇             |                    |
| 2003年     | スタイルズ荘の怪事件    | 早川書房           | ハヤカワ・クリスティー文庫 1             | 矢沢聖子   | 解説 数藤康雄                                                                          | 361      | 978-4-15-130001-1 | Hayakawa Design              |                    |
| 2004年     | スタイルズの怪事件 新版 | 東京創元社         | 創元推理文庫 105-23                      | 田中西二郎 | 訳者あとがき                                                                           | 351      | 978-4-488-10544-0 |                              |                    |
| 2021年4月  | スタイルズ荘の怪事件    | 東京創元社         | 創元推理文庫 M-ク-2-14                   | 山田蘭     | 解説 大矢博子                                                                          | 368      | 978-4-488-10548-8 | 船津真琴、 柳川貴代+Fragment | 新訳版             |

脚注（一般書）
1. ↑  「赤」は「赤帯」=「海外文学」。
2. ↑  「三幕の悲劇」（西脇順三郎=訳）を同時収録
3. ↑  現在、グーテンベルク21が電子書籍化している。
4. ↑  数藤康雄=編、従来講談社文庫で発行されていたものの合本。「スタイルズ荘の怪事件」、「ゴルフ場殺人事件」、「アクロイド殺害事件」、「青列車の謎」、「オリエント急行殺人事件」、「ABC殺人事件」（アクロイドのみ原百代、それ以外は久万嘉寿恵の翻訳）を収録。
5. ↑  （序文）マシュー・プリチャード 『スタイルズ荘の怪事件』によせて

| 出版年        | タイトル                          | 出版社   | 文庫名                           | 訳者       | 巻末                                                                  | ページ数 | ISBNコード     | カバーデザイン                                                       | 備考 |
| ------------- | --------------------------------- | -------- | -------------------------------- | ---------- | --------------------------------------------------------------------- | -------- | -------------- | -------------------------------------------------------------------- | ---- |
| 1990年        | スタイルズ荘殺人事件              | ポプラ社 | ポプラ社文庫. 怪奇・推理シリーズ | 室田陽子   |                                                                       | 222      |                | 村井香葉                                                             |      |
| 2003年        | スタイルズ荘の怪死事件            | 講談社   | 青い鳥文庫                       | 花上かつみ |                                                                       | 373      | 4-06-148608-X  | 高松啓二                                                             |      |
| 2023年6月20日 | 名探偵ポアロ スタイルズ荘の怪事件 | 早川書房 | ハヤカワ・ジュニア・ブックス     | 矢沢聖子   | 『スタイルズ荘の怪事件』によせて マシュー・プリチャード 解説 大矢博子 | 340      | 978-4152102461 | イラスト:二階堂 彩 イラスト編集:サイドランチ 装幀:早川書房デザイン室 |      |

脚注（児童書）
1. ↑  クリスティー文庫では、序文として巻頭に置かれたが、本書では巻末の解説の前に置かれる。

## 翻案

### テレビドラマ
- 名探偵ポワロ『スタイルズ荘の怪事件』シーズン3 エピソード1（通算第20話） イギリス1990年放送、 日本1990年放送
  - エルキュール・ポワロ: デヴィッド・スーシェ
  - アーサー・ヘイスティングス: ヒュー・フレイザー
  - ジャップ主任警部: フィリップ・ジャクソン
  - ジョン・キャベンディッシュ: デヴィッド・リントウル（英語版）
  - メアリー・キャベンディッシュ: ビーティ・エドニー
  - エミリー・イングルソープ: ジリアン・バージ（英語版）
  - アルフレッド・イングルソープ: マイケル・クローニン（英語版）
  - イヴリン・ハワード: ジョアンナ・マッカラム（英語版）

### ラジオドラマ
- 2005年、BBC Radio 4で放送されている。